# Chromocryptus golbachi
Chromocryptus golbachi är en stekelart som beskrevs av Porter 1985. Chromocryptus golbachi ingår i släktet Chromocryptus och familjen brokparasitsteklar. Inga underarter finns listade i Catalogue of Life.